# Tronc artériel commun

Cœur normal

Le tronc artériel commun est une cardiopathie congénitale dans laquelle une artère unique assure l'éjection du sang venant à la fois du ventricule gauche et du ventricule droit. De ce tronc artériel qui surplombe les deux ventricules, émergent l'aorte, l'artère pulmonaire et les coronaires.
Le tronc artériel commun est classé en plusieurs types selon l'aspect et la localisation de l'artère pulmonaire émergente du tronc commun. Une autre classification divise le tronc artériel commun en deux groupes selon l'existence ou non d'une communication inter-ventriculaire.
La présence d'un diabète maternel avant la grossesse augmenterait de façon sensible cette malformation.

## Physiopathologie & embryologie
Cette anomalie résulte de l'absence de septation du truncus. La septation du truncus est responsable de la septation du septum infundibulaire entraînant une communication inter-ventriculaire. Il s'agit d'une cardiopathie cyanogène obligatoire.
En fonction de la naissance de l'artère pulmonaire, on distingue plusieurs types :
- Type I Naissance du tronc commun de l'artère pulmonaire sur la face postéro gauche de l'aorte ascendante
- Type II Pas de tronc commun. Les deux branches de l'artère pulmonaire naissent proche l'une de l'autre
- Type III Pas de tronc commun. Les deux branches de l'artère pulmonaire naissent loin l'une de l'autre

La pression de perfusion des poumons est égale à la pression artérielle systolique soit environ 100 millimètres de mercure entraînant obligatoirement une hypertension artérielle pulmonaire.
La valve unique comporte entre 1 et 6 cups. Elle est souvent dysplasique. Il faut rechercher systématiquement une insuffisance et un rétrécissement.

## Diagnostic

### Anténatal

#### Aspects échographiques avant la naissance
Le diagnostic se pose sur la constatation d'une aorte à cheval sur le septum interventriculaire

### Postnatal
Les signes cliniques apparaitront toujours en période néonatale

## Traitement
Intervention chirurgicale avant un mois pour 
- limiter le risque d'hypertension artérielle pulmonaire.
- mettre un tube valvé entre le ventricule droit et l'artère pulmonaire.

La valve troncale servira de valve aortique. Le nom de l'intervention est l'intervention de Rastelli.

## Conseil génétique
Le tronc artériel commun entre dans le spectre des manifestations du Syndrome de DiGeorge, un conseil génétique est souhaitable dans ce cas.
En l'absence d'anomalie génétique, Le risque d'avoir un autre enfant atteint de cette pathologie est de 1 % mais passe à 3 % si deux enfants sont atteints